# Círculo de la Amistad
El Círculo de la Amistad es una organización benéfica para niños y jóvenes con necesidades especiales. La organización está dirigida por el movimiento jasídico Jabad Lubavitch. La organización empareja a estudiantes voluntarios judíos de la escuela secundaria con niños con necesidades especiales.

## Actividades
El Círculo de la Amistad organiza caminatas para recaudar fondos para niños con necesidades especiales, otras iniciativas incluyen subastas de arte.
Un capítulo de New Jersey del Círculo de la Amistad ha anunciado la construcción de un centro "LifeTown" en Livingston, NJ. LifeTown se concibe como un centro polifacético donde los jóvenes con necesidades especiales pueden aprender habilidades para la vida en un ambiente de apoyo. El centro tendrá instalaciones de terapia y salud, así como un centro acuático. Parte de LifeTown será Life Village, y estará compuesto por tiendas y negocios donde los jóvenes pueden aprender habilidades para la vida con la ayuda de voluntarios y personal profesional.
Se estima que el centro cuesta 13 millones de dólares y puede proporcionar servicios a 30.000 jóvenes cada año. El centro se inspira en un centro de Michigan.
Algunos capítulos del Círculo de la Amistad se han dedicado a fundar programas de empresas sociales que emplean a jóvenes con necesidades especiales, como panaderías y tiendas de segunda mano.